# Henry Knox
Henry Knox, ameriški general, * 25. julij 1750, Boston, Massachusetts, † 25. oktober 1806, Thomaston. 
Po njem se imenuje Fort Knox, (Kentucky), v katerem so shranjene zlate rezerve.